# Dům Tři bažanti
Dům Tři bažanti, původního názvu Drei Fasanen, stojí v městské památkové zóně v Moravské ulici v Karlových Varech. Stavba byla dokončena v roce 1898 ve stylu pozdního historismu. 

## Historie
Dům byl postaven v letech 1897–1898 na místě staršího barokního objektu a bylo mu ponecháno původní jméno Drei Fasanen (Tři bažanti). Stavební plány vypracoval karlovarský městský stavitel Josef Waldert v duchu pozdního historismu. Vzhledem k charakteristickým barokizujícím prvkům se má zato, že na přípravě plánů spolupracoval též architekt Alfred Bayer. Stavbu realizovala stavební firma Josefa Walderta.
V rámci posílení ubytovací kapacity domu zamýšleli v roce 1929 jeho majitelé Nathan a Ida Kuttenovi přistavět dvě patra. Přestože Franz Lapper již vypracoval projekt, k realizaci nedošlo. Objekt se dochoval v původním stavu.

## Ze současnosti
V roce 2014 byl dům uveden v Programu regenerace Městské památkové zóny Karlovy Vary 2014–2024 v části II. (tabulková část 1–5 Přehledy) v seznamu 4. Navrhované objekty k zápisu do Ústředního seznamu nemovitých kulturních památek a v seznamu 5. Památkově hodnotné objekty na území MPZ Karlovy Vary, v obou s aktuálním stavem „vyhovující“.
V současnosti (listopad 2021) je dům evidován jako objekt občanské vybavenosti v majetku České republiky, příslušnost hospodařit s majetkem státu zde má Zařízení služeb pro Ministerstvo vnitra.

## Popis
Objekt se nachází v městské památkové zóně v ulici Moravská 222/6. Díky neuskutečněnému plánovanému navýšení z roku 1929 se dům dochoval v původním stavu jako čtyřpodlažní, zastřešený mansardou s francouzskou jehlanovou střechou nad nárožní věžicí. V interiéru je unikátně dochovaná jídelna s bohatou štukaturou zrcadlové klenby a obvodovou galerií nesenou litinovými sloupy.
Dům Tři bažanti se sousedními objekty – čp. 220 Albatros, čp. 239 Norimberský dvůr, čp. 2018 balneoprovoz a čp. 2019 Tosca, je provozován jako součást lázeňského hotelu Tosca.